# Хоули (культура)
Культура Хоули — ранненеолитическая культура в Китае на территории п-ова Шаньдун. К её основным памятникам относятся: Хоули и Пэнцзячжуан в округе Цзыбо, Цяньбуся в округе Вэйфан, Суньцзя в округе Биньчжоу и Сяоцзиншань, Мотяньлин, Сихэ, Ваньдэ, Юэчжуан, Чжанчжуан и Шэнфучжан в округе Цзинань. Эти памятники расположены полосой между Хуанхэ и р. Вэй в пров. Шаньдун.
Периодизация культуры Хоули. На основании данных, полученных с различных памятников, время существования данной культуры в основном укладывается в промежуток 8500-7300 л. н. (соответственно 6500-5300 л. до н. э.). Кроме того, китайскими исследователями выделены следующие этапы развития: 1 период 8500-8000 л. н.; 2 период 8000-7600 л. н.; 3 период 7600 — 7300 л. н. [Ло Сяо,2007,с.43].
Основу хозяйства составляла охота, собирательство и рыболовство, однако существует версия о зарождении здесь свиноводства и земледелия на основе выращивания просо. 

## Сяоцзиншань
Одним из основных памятников является памятник Сяоцзиншань. Он расположен примерно в 1,5 км к востоку от реки Тахэ. Сяоцзиншань располагается на абсолютной отметке 218 м над уровнем моря. Размеры памятника с востока на запад — 250 м, с юга на север — 400 м, общая площадь — примерно 10 тыс. м² [Научно-исследовательский институт…,1996, с.1]. Центральная часть памятника подверглась тяжёлому разрушению в связи с деятельностью завода по производству кирпича. Разрушено примерно 6 тыс. кв. м. Осенью и зимой 1991 г. Управлением памятников материальной культуры городского округа Цзинань, музеем городского округа Чжанцю были отправлены на памятники археологические отряды осуществить срочные раскопки. Были обнаружены два местонахождения оснований жилищ периода культуры Хоули, 20 мест захоронений. Все остатки материальной культуры, которые были раскопаны, относятся к одному и тому же времени. Археологические исследовательские учреждения памятников материальной культуры, музей городского округа Чжанцю провели ещё раз разведку и раскопки этого памятника. Работы на памятнике производились в октябре — декабре 1993 г.

### Жилища
Площадь жилищ памятника Сяоцзиншань культуры Хоули сравнительно большая, среди жилищ редко встречаются настолько разрушенные, что сложно установить взаимосвязь между их частями. Все постройки представляют собой полуземлянки. Полуземлянки в плане представляют собой прямоугольники или квадраты с закруглёнными углами. Вход обычно находится на южной стороне. Площадь жилищ варьируется в пределах от 30 до 50 кв. м. Самые большие превосходят 50 кв. м. Внутри некоторых жилищ поверхность усеяна крупицами обожжённой земли. Кроме того, особенностью памятника Сяоцзиншань является то, что это первое поселение культуры Хоули, окружённое рвом. Обнаруженные ранее на территории Китая ранненеолитические поселения, окружённые рвами принадлежали культурам Синлунва и Пэнтоушань.
Было исследовано 8 жилищ. Все они представляют собой постройки полуподземного типа (полуземлянка). Выделены два типа жилищ. К первому типу относятся жилища, имеющие в плане форму прямоугольника с закруглёнными углами. Ко второму типу относится 1 жилище — имеет в плане форму овала.

#### Тип 1
Жилище 1. Размеры: длина — 6,32 м, ширина — 5,25 м. Глубина основания жилища от его края до пола составляет 0,65 м. В угловой части южной области жилища имеется один вход. Западная область, где находился вход, подверглась разрушению. В плане вход имеет форму трапеции, ширина — 0,56-0,80 м, длина — 0,46 м, Профиль входа показал что (он) имеет ступенчатую форму. Всего две ступени. Имеется 10 отверстий от столбов (опор). Следы от опор располагаются не очень последовательно и равномерно по периметру, размер также не одинаковый, диаметр отверстий 12-16 см, глубина — 14-36 см.
Предметы материальной культуры, которые были обнаружены в целом можно разделить на три группы: 1 группа — расположена в северо-западной области. Здесь имеется один керамический котёл для варки еды без ножек, а также три группы т. н. каменных «ног»; 2 группа — находится в средней области. Здесь имеется котёл для варки еды без ножек, а также 9 групп каменных «ног»; 3 группа — расположена в юго-западной области, имеется керамический котёл без ножек для варки еды. Помимо этого, на данной поверхности, ещё имеются остатки каменных шлифованных тёрочников.

#### Тип 2
Жилище 2. Северная область его подверглась разрушению. Длина сохранившейся части с юга на север — 6,05 м, с востока на запад ширина — 3,35 м. Глубина основания жилища от его края до пола составляет 0,35 м. По краям обнаружены 10 отверстий от опор. Отверстия от опор имеют диаметр от 10 до 20 см, глубина 10-25 см. Предметы материальной культуры, которые имеются на поверхности, где зафиксирована активная деятельность, разделяются на 4 группы: 1 группа находится в северной области жилища, в области имеются «ноги», а также композиция из керамических котлов для варки мяса без ножек; 2 группа — находится в восточной части жилища, имеются 2 каменные «ноги»; 3 группа — находится в центральной части жилища, имеются три керамических котла для варки мяса без ножек; 4 группа — место находится в южной части и примыкает к стенке жилища, в области имеются каменные «ноги», а также несколько керамических котлов для варки мяса без ножек.

### Керамические изделия
Всего было обнаружено 674 изделия. Из них основную массу представляют т. н. котлы для варки мяса без ножек («фу») — 532 предмета [Научно-исследовательский институт…,1996, C.7].
В качестве отощителя использовался песок. Цвет керамики разделяется на красно-коричневый, красный, серый, тёмно-коричневый. При этом керамика, имеющая красно-коричневый красный цвет, занимает первое место. Температура при обжиге керамики была сравнительно низкой. Все керамические изделия изготовлены вручную. Нет керамики из необожжённой глины. В большинстве случаев использовали куски необожжённой глины, которые соединяли между собой при формовке стенок. Толщина большинства керамических изделий неодинакова. Дно сосудов имеет круглую форму. Изделия с круглым основанием создавали путём соединения туловища и днища сосуда кольцом из необожжённой глины, и этим завершалось формирование изделия. Для того, чтобы было удобнее использовать чашки с круглым днищем и придать устойчивость горшкам, у некоторых (сосудов) добавлены 4-8 сосцеобразных выступов (ножек).

#### Типы форм керамики
Типов керамических изделий сравнительно много, имеются котлы для варки мяса без ножек, изделия в виде сосудов для мытья рук, кувшины, горшки, изделия напоминающие чайники, чашки, миски, блюда, кружки. Среди них основное место занимают котлы для варки мяса без ножек, что приблизительно составляет 70 %, изделия в виде сосудов для мытья рук, горшки — каждая категория составляет примерно 10 %, количество изделий других типов сравнительно мало. Среди керамики основное место занимают изделия круглодонные, имеется малое количество плоскодонных изделий, изделия на кольцевом поддоне, изделия с ножками в виде сосцов.

#### Орнаментация
Основными орнаментами являются ногтевой, давленный (отпечатанный), а также врезной орнамент.
Ногтевой орнамент в большом количестве нанесён на котлы для варки мяса без ножек, кувшины, горшки, изделия в форме чайников.
Отпечатанные орнаменты во множестве имеются в средней области горшков. Врезные орнаменты редко встречаются на котлах для варки мяса без ножек на внешней стороне вдоль края устья.
Кроме этого, среди керамических изделий имеется малое количество предметов, которые напоминают ножку доу, «ног» [Научно-исследовательский институт…,2000,с.22] керамических свиней (фигурки).

### Изделия из камня
Всего было найдено 118 предметов. При этом 76 из них относятся к т. н. «опорным ногам».
Основными типами изделий являются топоры, молотки, шлифованные изделия, шлифованные палки (дубинки, песты?), шлифовальные камни, долота, изделия в форме плуга, жернова, «опорные ноги», украшения.
Процесс производства включал шлифование по определённым образцам, изготовление путём оббивки и скалывания. Для изготовления каменных «ног» использовали в основном природные куски камня, частично добавляя обработку скалыванием и оббивкой. Единичный случай представляет «нога», где поверхность обработана полированием. Тёрочники, шлифовальные палки, шлифовальные камни, много шлифованных изделий доведены полированием до блеска. Топоры, долота достаточно сильно отполированы и занимают центральное место среди изделий в производстве каменных орудий. Для каменных украшений в основном использовали песчаник, сланец, гранит.

### Изделия из кости
Всего было обнаружено 36 предметов. Много повреждённых. Использовали кости животных. Рёбра обрабатывали шлифованием. Среди изделий имеются шилья, дротики (метальное оружие), наконечники стрел, кинжалы, изделия, напоминающие головку рукояти меча.
Изделия из рога, зуба.
Всего было обнаружено 7 предметов. Обнаруженное количество сравнительно мало, форма изделий однообразная. Итого имеется: долота из рога, изделия в виде головки меча из рога, нож из раковины, украшения из раковины, украшения из зуба.

### Погребения
На памятнике обнаружено три группы погребений [Научно-исследовательский институт,2003, с.9].
Первая группа погребений. Находится в северо-западной области памятника. В 1999 г. в марте месяце, сотрудники археологического научно-исследовательского института пров. Шаньдун провели на памятнике Сяоцзиншань разведывательные работы и обнаружили целый район захоронений. В процессе разведки обнаружены 6 мест захоронений. Исходя из положения 6 обнаруженных захоронений, последние представляют собой могилы с вертикальными стенками прямоугольной формы, все ориентированы с юга на север, похороненные имеют запрокинутую навзничь голову, тело и конечности расположены прямо. Обнаруженные 6 мест захоронений все направлены головой на юг. Верхний слой костей человека имеет очень твёрдый слой гранулированной известковой конкреции. В вскрытых нескольких захоронениях нет предметов. Только в М03 под костями на одной стороне обнаружено одно украшение из отполированной кожи лягушки.
Вторая группа погребений, находится в средней области памятника. На настоящий момент обнаружены два захоронения, которые пронумерованы М01, М02. М01 находится на южной стороне современной асфальтированной дороги. Вход (в захоронение) находится под жилищем F042, обнаружены только кости черепа. В верхней области костей черепа, обнаружено одно украшение из лягушки. Если смотреть на вскрытое местоположение костей черепа, голова человека в захоронении М02 направлена на юг.
Третья группа погребений находится в восточной области поселения. Были вскрыты 21 место захоронения. Если взглянуть на систему расположения, то все 21 захоронение можно разделить по размещению на три группы. Северная группа размещения имеет М14, М20, М9, М5, М10, М18, М17, М15, М16, М2, не пронумерованы всего 11 мест захоронений. Все они представляют собой вертикальные могильные ямы, длина их примерно 2 м, ширина примерно в промежутке между 0,50-0,70 м. Эта ширина позволяет вместить только одно человеческое тело. Предметов в захоронении нет. В захоронениях люди захоронены повсеместно только в одиночку с запрокинутой навзничь головой и вытянутыми прямо телом и конечностями, голова направлена на север. В костях людей имеется очень твёрдый слой гранулированной известковой конкреции. В связи с долговременным давлением почвенных слоёв, кости черепа сильно подверглись разрушительной деформации, в связи с этим трудно произвести антропологические измерения. Внутри отдельных захоронений встречается лягушачья кожа, керамические «ноги» и дисковидные украшения.

## Сихэ
Другим крупным и важным памятником культуры Хоули является памятник Сихэ.
Памятник Сихэ находится в 500 м к северо-западу от поселка Луншань городского округа Чжанцю пров. Шаньдун. Памятник находится в зоне где соединяются склоны низких холмов по северную сторону горных хребтов Тай и И с одной стороны и аллювиальная равнина на северо-западе пров. Шаньдун. Высота над уровнем моря примерно 55 м. Сейчас площадь памятника 10 тыс. кв. м. [Научно-исследовательский институт…,2000,c.15] Памятник Сихэ был обнаружен во время проведения разведочных работ по поиску памятников материальной культуры в 1987 г. В 1991 г. научно-исследовательский институт археологии и материальной культуры пров. Шаньдун провел первые раскопки. В 1997 г. , в августе, сентябре, велись работы на провинциальных дорогах по их строительству и расширению. Шаньдунский научно-исследовательский институт археологии провел второй раз аварийные раскопки на памятнике Сихэ. Общая площадь раскопок составляет примерно 1350 кв. м.

### Жилища
1. Жилища. Всего 19 мест. Для всех характерна типовая структура — полуземлянка, которая делится на два типа.
Первый тип. В плане имеет форму прямоугольника с закруглёнными углами. Имеются 1-3 группы очагов, вход в большинстве случаев имеет ступеньки, общая площадь обычно 25-50 кв. м. Жилая поверхность, стенки полуземлянки обмазаны пастой глины в один слой, подвергнуты обжигу, в результате образовалась твёрдая спекшаяся поверхность, толщина 2-5 см, имеет тёмно-серый, жёлто-коричневый, красно-коричневый цвет. На жилой поверхности ясно выделены три области: жилая область, область приготовления пищи, рабочая область. В каждой области очага имеется три каменные «ноги» имеющие внешний вид как образование треугольной формы, которые наполовину вкопаны в почву. Очаги в большинстве случаев и входы находятся напротив друг друга, «ноги» сравнительно большие, глубина (под землёй) большая, имеются чёткие следы их использования, в одном или в двух углах имеются остатки керамических изделий в жилище, среди них имеются фу, изделия в виде чайников, пиалы, кувшины, в некоторых жилищах имеются более 10 керамических фу, расставленных в определённом порядке.
F62 — находится в северо-восточной области раскопанного района. В плане имеет прямоугольную форму с округлыми углами, длина 7,6 м, ширина 6,5 м, глубина 0,45-0,5 м. Вход направлен к югу, вход со ступеньками находится в средней области южной стены и располагается несколько к западу. Имеет форму суживающейся внутрь широкой трапеции, с востока на запад — 0,7-1,1 м, с севера на юг 0,45 м. Жилая поверхность обоженна достаточно хорошо. Под жилой поверхностью имеются следы одного слоя толщиной 0,1 м красной обожжённой земли. На поверхности имеется три группы очагов.
F58 — находится в западной области района раскопок. В плане имеет прямоугольную форму с закруглёнными углами, северная область сравнительно широкая, длина 5,75 м, ширина 3,6-4,45 м, глубина 0,36 м. Вход направлен на юг. Вход располагается в западной области на стороне южной стенки, в своих границах имеет форму трапеции. Имеет форму суживающейся внутрь трапеции, длина 0,9 м, ширина 0,6-0,9 м. Стенки и жилая поверхность помещения обоженны, на жилой поверхности не встречены следы жарки, поверхность почвы средней и восточной областей имеют сравнительно много древесной золы. Посередине жилой поверхности имеется один очаг, там же имеется группа из трёх каменных «ног», которые закопаны наполовину в почву. В западной и юго-восточной областях жилой поверхности расположена оставленной одна группа керамических изделий, всего имеется 17 керамических сосудов фу, больших и малых.
Второй тип. В плане имеет форму прямоугольника с закруглёнными краями, а некоторые имеют овальную форму. На жилой поверхности не имеется очагов, внутри некоторых жилищ имеются в большом количестве мелкораздробленные керамические обломки. Вход в большинстве случаев в плане представляет сужающуюся трапецию; площадь обычно 10-20 кв. м.
F55 — находится в средней области. В плане имеет форму прямоугольника с закруглёнными углами, вытянут с востока на запад, стенки наклонные. Длина 6,6 м, ширина 3,56-3,74 м, глубина — 0,14-0,3 м. Вход направлен к югу. Суживающийся вход находится в юго-западном углу, имеет форму суживающейся трапеции, с востока на запад — 0,6 м, с севера на юг — 0,5 м. Жилая площадь жилища, на стенках полуземлянки не имеется следов обработки горением. Можно увидеть следы копоти. В северной области и в восточной области всего имеется 7 отверстий от опорных шестов, имеющих круглую форму. Диаметр 10-16 см, глубина 6-12 см, заполнена рыхлой землёй серо-коричневого цвета, серо-чёрной землёй, в том числе внутри одного отверстия есть карбонизированная часть опоры. На жилой поверхности не найдено предметов материальной культуры.

### Зольники
Их всего обнаружено 9. Расположены между жилищами, и жилища имеют взаимосвязь с ними. Преобладает овальная форма зольников [Научно-исследовательский институт…,2000,c.19] . Другие имеют прямоугольную форму, неправильную форму; большинство имеют прямые стенки и плоское днище. Среди найденных в них изделий имеются керамические фу, кувшины, пиалы, чайники «ноги», ещё раскопаны каменные тёрочники, каменные песты, топоры, тесла, точильные камни, а также малое количество изделий из камня. Среди изделий на первом месте стоят керамические изделия, к остальным относятся каменные изделия и изделия из кости.

### Керамические изделия
Для керамических изделий характерна сравнительно тонкая толщина стенок. Природную глину подвергали обжигу, без подвергания её предварительному отмучиванию, с добавлением в качестве отощителя мелких осколков слюды, каменных крупиц мелкого или крупного песка. Температура обжига сравнительно низкая. Цвет керамики в основном красно-коричневый. Серо-коричневая керамика на втором месте, керамики чёрно-коричневого цвета сравнительно мало. Цвет керамики не чистый. Сочетание нескольких цветов для одного изделия является повсеместным, в основном имеются красно-коричневый, серо-коричневый, чёрно-коричневый, жёлтый, чёрный цвета. Все керамические изделия изготовлены вручную. Форма сосудов не очень чёткая и аккуратная, внутренние стенки неровные. Округлое днище изготовляли путём горизонтальной формовки. Дно у посуды сравнительно толстое. Область туловища представляет собой зону из глиняной пасты, которая укладывалась петлями (по спирали), а после этого подвергалась лощению. У большого количества сосудов наружные края имеют форму многослойного венчика (бордюр), украшенного штампованным, ногтевым орнаментом. Для изделий с кольцеобразными ножками использовали полоски глины для соединения и таким образом осуществляли восстановление повреждённых изделий. Ушки (рукоятки) примыкают к горшкам, чайникам в верхней области туловища. Поверхность изделий в большинстве случаев некрашеная.
Среди орнаментов имеются: ногтевой орнамент, штампованный орнамент, ямочный орнамент, шнуровой орнамент. Комбинированным орнаментом в большинстве случаев украшена верхняя область фу. Остальные орнаменты большей частью встречаются в районе венчика устья таких типов изделий как чаши, фу, в малом количестве имеются кувшины с горизонтальными ручками, концы которых орнаментированы штампованным орнаментом. Шнурового орнамента крайне мало, он встречается только на венчиках изделий.
Типов керамических изделий сравнительно много, изделия с округлым дном составляют большую часть от общего числа, среди остальных есть изделия на кольцеобразной ножке. Изделий с плоским дном сравнительно мало. К кувшинам в большинстве случаев приделаны горизонтальные ручки, изделия в виде сосудов для вина также в большинстве имеют ручки. Среди типов изделий имеются фу, кувшины с парными ручками, блюда на кольцевой ножке, чашки, кувшины (в форме фляг) яйцеобразной формы с высокой шейкой, кувшины с выпуклой областью маленького устья, чашки, изделия в виде сосудов для мытья рук, а также керамические свиньи и керамические антропоморфные фигурки.

### Изделия из камня
Имеется большое количество каменных изделий: топоры, серпы, тесла, молотки, шлифованные изделия, тёрочники, песты, «ноги», точильные камни, опорные камни. Методы изготовления включали в себя оббивку, полирование и шлифование. Часть опорных камней и «ног» обработана оббивкой; тёрочники и каменные песты, а также «ноги» обработаны путём полирования; топоры, тесла и серпы обработаны путём шлифования.

##### «Ноги»
Их количество сравнительно большое. Изготовлены как оббивкой, так и полированием, отдельные участки «ног» имеют следы шлифования. Можно выделить три типа [Научно-исследовательский институт…,2000,c.24].
Тип А: тело имеет треугольную форму, две стороны сравнительно ровные, верхний торец сравнительно острый, имеются следы горения, нижний торец сравнительно вогнутый. Полированный, немного шлифованный. Высота 42, ширина днища 20 см (рис.18, 12;рис.20, слева).
Тип В: имеет форму рогов крупного рогатого скота, верхний торец закругленный и тупой, нижний торец узкий. Полированный. Внешняя сторона грубо отшлифована. Высота примерно 16 см, ширина днища 4,8 см (рис.18, 6).
Тип С: Тело имеет форму плоского стержня (бруска), верхний торец сравнительно заострённый, средняя часть выпуклая, нижний торец внизу сужается. Полированный, участки имеют следы шлифовки. Высота 40,8 см (рис.18,10; рис.20, справа).

### Изделия из кости
Их количество мало. Использовались кости животных, рёберные кости, среди типов изделий имеются булавки, шилья (пробойники), иглы.
В целом можно отметить следующие характерные особенности культуры Хоули.
1. Жилища. Почти все обнаруженные жилища имеют в плане прямоугольную форму и являются полуземлянками. Вход располагается только на южной стороне. Жилищ, которые бы имели круглую форму, пока не обнаружено.
2. Погребения. Все погребения представляют собой одиночные трупоположения, в большинстве случаев с полным отсутствием какого-либо погребального инвентаря. Обычно ориентированы с севера на юг либо с юга на север. Костные остатки всегда лежат прямо. Кроме того, в отдельных погребениях имеются остатки кожи лягушки, что, вероятно, связано с духовными представлениями носителей культуры Хоули.
3. Керамические изделия. Характерны большое количество и разнообразие типов керамических изделий. Особенностью керамики является то, что основная масса керамической посуды является круглодонной. Изделия с плоским дном встречаются редко. В качестве отощителя использовали песок. Керамики с раковинным отощителем не встречено. Орнаментация сравнительно простая (штампованный, ногтевой, врезной орнаменты).
Следует остановится на таком характерном для этой культуры элементе как т. н. «ноги». Эти предметы изготавливали как из камня, так и глины. Их утилитарное назначение — опора для керамической посуды при приготовлении пищи на огне. Т. е здесь можно увидеть прототип треножника. Последний же в последующих культурах получил очень широкое распространение (керамические сосуды культуры Луншань на п-ове Шаньдун). При этом данный тип изделий не зафиксирован в культурах, сосуществовавших в соседних областях в том числе в культуре Синлунва в Южной Маньчжурии.